# Zenéy Geldenhuys
Pour les articles homonymes, voir Van der Walt.
Zenéy Geldenhuys, née Zenéy van der Walt le 22 mai 2000, est une athlète sud-africaine, spécialiste du 400 mètres haies.

## Biographie
En juillet 2018, elle remporte la médaille d'or aux 400 mètres haies lors des Championnats du monde juniors d'athlétisme 2018, à Tampere en Finlande devant la jamaïcaine Shiann Salmon et la suissesse Yasmin Giger.
Aux championnats d'Afrique de 2022 à Saint-Pierre, elle réalise le doublé 400 m haies / relais 4 × 400 mètres.

## Palmarès
| Date | Compétition                   | Lieu         | Résultat | Epreuve       | Temps         |
| ---- | ----------------------------- | ------------ | -------- | ------------- | ------------- |
| 2017 | Championnats du monde cadets  | Nairobi      | 1re      | 400 m haies   | 58 s 23       |
| 2017 | Championnats du monde cadets  | Nairobi      | 3e       | 4 x 400 mixte | 3 min 24 s 45 |
| 2018 | Championnats du monde juniors | Tampere      | 1re      | 400 m haies   | 55 s 34       |
| 2019 | Universiade                   | Naples       | 2e       | 400 m haies   | 55 s 73       |
| 2019 | Jeux africains                | Rabat        | 4e       | 400 m haies   | 57 s 67       |
| 2019 | Jeux africains                | Rabat        | 5e       | 4 x 400 m     | 3 min 41 s 17 |
| 2022 | Championnats d'Afrique        | Saint-Pierre | 1re      | 400 m haies   | 56 s 00       |
| 2022 | Championnats d'Afrique        | Saint-Pierre | 1re      | 4 x 400 m     | 3 min 29 s 34 |

## Records
| Épreuve     | Marque  | Lieu     | Date          |
| ----------- | ------- | -------- | ------------- |
| 400 m       | 50 s 81 | Pretoria | 12 avril 2023 |
| 400 m haies | 53 s 90 | Paris    | 6 août 2024   |